# Villamayor de los Montes
Villamayor de los Montes è un comune spagnolo di 185 abitanti situato nella comunità autonoma di Castiglia e León.